# Слоун Мак-Кензі
Слоун Мак-Кензі (16 травня 2002 , Галіфакс ) — канадська спортсменка, веслувальниця-каноїстка, бронзова призерка Олімпійських 2024 року.

## Виступи на Олімпіадах
| Олімпіада  | Дисципліна               | Місце |
| ---------- | ------------------------ | ----- |
| Париж 2024 | каное-двійки, 500 метрів | 3     |

## Зовнішні посилання
- Слоун Мак-Кензі на сайті International Canoe Federation (англійська)
- Слоун Мак-Кензі на сайті Olympics.com (англійська)
- Слоун Мак-Кензі на сайті Canadian Olympic Committee (англійська)